# Réciberge
Réciberge (en latin : Rec(c)iberga ou Rec(c)iverga, morte avant 658) est une reine wisigothe d'Espagne du milieu du VIIe siècle ; épouse du vieux roi Chindaswinth (642-653), elle est connue seulement par une charte et par son épitaphe.
En l'an 684 de l'Ère d'Espagne, c'est-à-dire en 646, elle apparaît aux côtés de son époux dans une charte de donation en faveur d'un monastère situé dans la région du Bierzo :

« Domnis sanctis gloriosissimis mihique post Deum fortissimis patronis sanctorum martyrum Iusti et Pastoris sive sancte Marie et sancti Martini episcopi, quorum basilica, vel monasterium situm est juxta rivulum quod dicitur Molina, sub monte Irago, in confinio Vergidensi, et est fundamentum ipsum monasterium a tibi Fructuoso Abbate, ego Chindasvintux rex et Reciverga regina,. »

Son épitaphe, composée en latin par l'archevêque Eugène III de Tolède, nous apprend notamment que Réciberge fut mariée sept ans et mourut prématurément à l'âge de vingt-deux ans et huit mois :
Si dare pro morte gemmas licuisset et aurum,

Nulla mala poterant Regum dissolvere vitam.

Sed quia sors una cuncta mortalia quassat,

Nec pretium redimit reges, necfletus egentes.

Hinc ego te, conjux, quia vincere fata nequivi,

Funere perfunctam Sanctis commendo tuendam,

Ut cum flamma vorax veniet comburere terras,

Coetibus ipsorum merito sociata resurgas.

Et nunc chara mihi jam Reciberga valeto,

Quodque paro feretrum Rex Chindasvintus amato.

Annorum breviter restat edicere summam,

Qua tenuit vitam simul et connubia nostra.

Foedera conjugii septem fere duxit in annos,

Undecies binis aevum cum mensibus ocio,.
Réciberge sera inhumée dans le monastère (es) de San Román de Hornija, situé dans l'actuelle province de Valladolid, où sera également inhumé le roi Chindaswinth.
Certains historiens comme E. A. Thompson et Roger Collins ont prétendu que Recciberga était l'épouse du roi Recceswinth (653-672), fils et successeur de Chindaswinth.